# آرمسترانگ سیدلی اونس
آرمسترانگ سیدلی اونس (به انگلیسی: Armstrong Siddeley Ounce) یک موتور هواگرد ساختِ کارخانهٔ آرمسترانگ سیدلی در کشور بریتانیا است.